# Georg Heinrich Kaemmerer
Georg Heinrich Kaemmerer (nascido em 29 de fevereiro de 1824 em Hamburgo, e morreu em 5 de junho de 1875 em Hamburgo) era um banqueiro e político de Hamburgo.

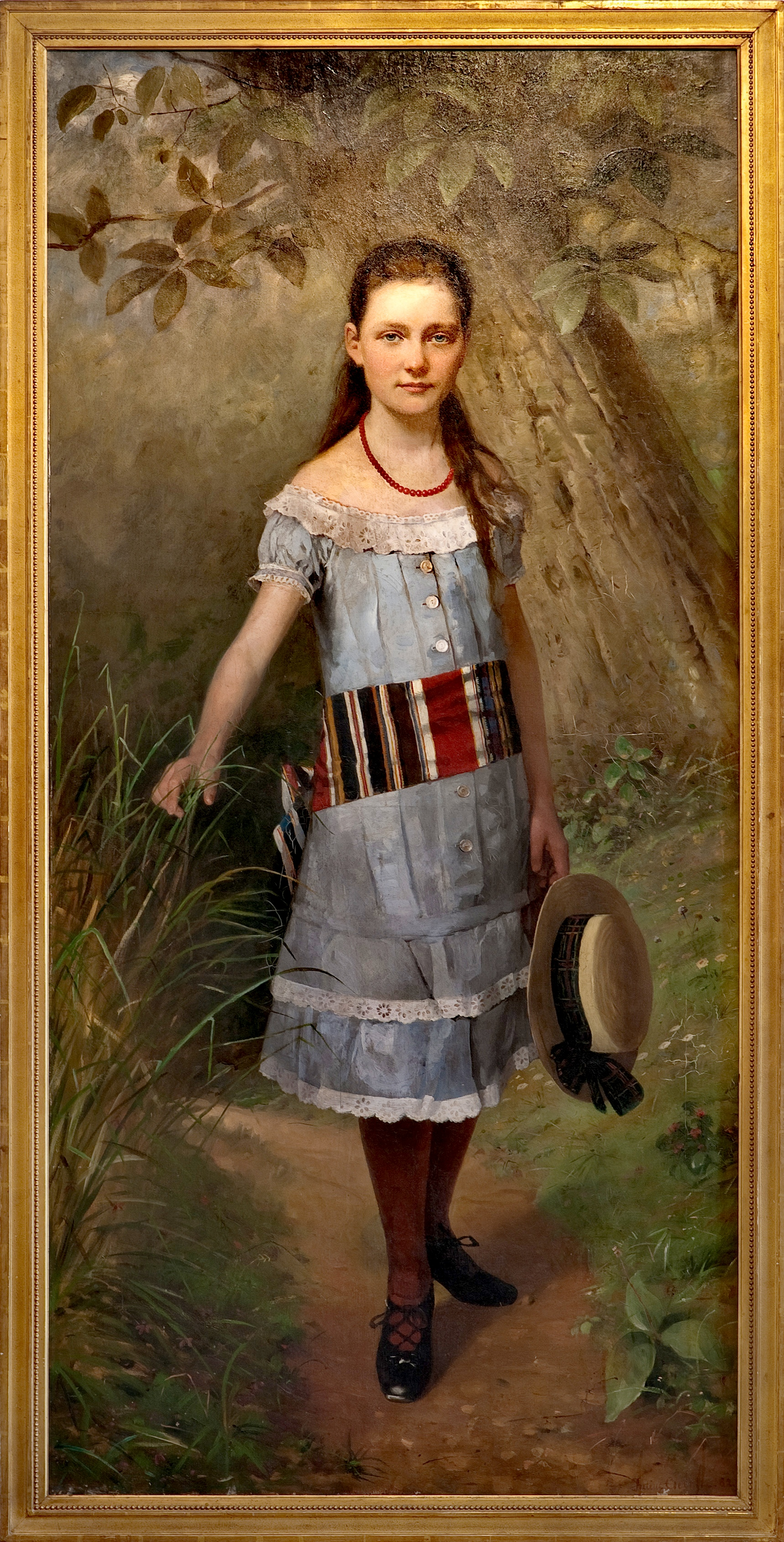
Helene Kaemmerer, 1882

Ele ingressou na empresa criada por sua família em 1750, a qual, a partir de 1851, chefiou com seu irmão Wilhelm Heinrich Kaemmerer sob o nome GH Kaemmerer Söhne . Ele foi co-fundador do Vereinsbank Hamburg e membro do conselho de administração. Ele era membro do conselho de supervisão da Ferrovia Berlim-Hamburgo e do Grão-Ducado da Ferrovia Friedrich-Franz de Mecklenburgo. Ele serviu no tribunal inferior de Hamburgo de 1855 a 1857 e foi juiz no Tribunal Comercial de 1858 a 1860. Foi membro da putação de Finanz entre 1861 e 1866 e membro do Bürgerschaft (Parlamento) de 1859 a 1860 e de 1863 a 1865.
Em 27 de abril de 1855, casou-se com Emilie (Emmy) Helene Goßler (1838–1910), filha do chefe de estado de Hamburgo Hermann Gossler e membro da dinastia bancária Berenberg-Gossler. Sua filha Emmy Kaemmerer foi casada (1880) com o chefe de estado de Hamburgo, Werner von Melle. Um retrato de 1882 de Julius Geertz de sua filha Helene (1869–1953) é exibido no Museu de Hamburgo.

O Kaemmererufer em Hamburgo-Winterhude é nomeado em sua homenagem. 